# Discografia di Natti Natasha
La discografia di Natti Natasha, cantante dominicana, consiste in quattro album in studio e un EP.

## Album in studio
| Anno | Titolo |
| ---- | --- |
| 2019 | Iluminatti - Pubblicato: 15 febbraio 2019 - Etichetta: Pina, Sony Latin - Formati: CD, download digitale, streaming          |
| 2021 | Nattividad - Pubblicato: 24 settembre 2021 - Etichetta: Pina, Sony Latin - Formati: CD, download digitale, streaming         |
| 2023 | Nasty Singles - Pubblicato: 8 dicembre 2023 - Etichetta: Pina, Sony Latin - Formati: download digitale, streaming            |
| 2025 | Natti Natasha en amargue - Pubblicato: 7 febbraio 2025 - Etichetta: Pina, Sony Latin - Formati: download digitale, streaming |

## Extended play
| Anno | Titolo                                                                                                 |
| ---- | --- |
| 2012 | All About Me - Pubblicato: 28 marzo 2012 - Etichetta: Orfanato - Formati: Download digitale, streaming |

## Singoli
- 2013 - Makossa
- 2016 - Otra cosa (con Daddy Yankee)
- 2017 - Criminal (con Ozuna)
- 2018 - Amantes de una noche (con Bad Bunny)
- 2018 - Tonta (con R.K.M & Ken-Y)
- 2018 - Sin pijama (con Becky G)
- 2018 - No me acuerdo (con Thalía)
- 2018 - Quién sabe
- 2018 - Justicia (con Silvestre Dangond)
- 2018 - Buena vida (con Daddy Yankee)
- 2018 - Me gusta
- 2018 - Lamento tu pérdida
- 2019 - Pa' mala yo
- 2019 - La mejor versión de mí
- 2019 - Te lo dije (con Anitta)
- 2019 - Obsesión
- 2019 - Oh Daddy
- 2019 - No lo trates (con Pitbull e Daddy Yankee)
- 2019 - No voy a llorar
- 2019 - Deja tus besos
- 2020 - Despacio (con Manuel Turizo, Nicky Jam e Myke Towers)
- 2020 - Me estás matando
- 2020 - Honey Boo (con i CNCO)
- 2020 - Qué mal te fué
- 2021 – Antes que salga el sol (con Prince Royce)
- 2021 – Las nenas (con Cazzu e Farina feat. La Duraca)
- 2021 – Ram Pam Pam (con Becky G)
- 2021 – Philliecito (con Brray e Rio Garcia)
- 2021 – Noches en Miami
- 2021 – Imposible amor (con Maluma)
- 2021 – Otro Mundo
- 2021 – No Quiero Saber
- 2021 – Fue Tu Culpa (con Fran Rozzano)
- 2021 – Arrebatá
- 2022 – WOW BB (con El Alfa, Chimbala)
- 2022 – Mayor Que Usted (con Daddy Yankee, Wisin & Yandel)
- 2022 – Lokita (con Maria Becerra)
- 2022 – To Esto Es Tuyo
- 2023 – En Bajita (con Justin Quiles, Omar Courtz)
- 2023 – Algarete
- 2023 – La Falta Que Me Haces
- 2023 – No Pare (sola o con Tokischa)
- 2023 – Andale
- 2023 – Tu Tattoo
- 2023 – Ya No Te Extraño

### Collaborazioni
- 2012 - Tus movimientos (Don feat. Natti Natasha)
- 2012 - Dutty Love (Don Omar feat. Natti Natasha)
- 2012 - Te dijeron (Remix) (Plan B feat. Natti Natasha, Don Omar e Syco el Terror)
- 2013 - Crazy in Love (Farrukko feat. Natti Natasha)
- 2015 - Perdido en tus ojos (Don Omar feat. Natti Natasha)
- 2015 - Te falto el valor (Tony Dize feat. Natti Natasha)
- 2016 - Amor de locos (Ken-Y feat. Natti Natasha)
- 2018 - Dura (Remix) (Daddy Yankee feat. Natti Natasha, Becky G e Bad Bunny)
- 2018 - El baño (Remix) (Enrique Iglesias feat. Natti Natasha e Bad Bunny)
- 2018 - Zum zum (remix) (Plan B feat. Daddy Yankee, Arcángel, Natti Natasha e R.K.M & Ken-Y)
- 2018 - Sígueme los pasos (Ozuna feat. Natti Natasha e J Balvin)
- 2019 - DJ no pare (Remix) (Justin Quiles feat. Natti Natasha, Farruko, Zion, Dalex e Lenny Tavárez)
- 2019 - Bellaquita (Remix) (Dalex, Lenny Tavárez e Anitta feat. Natti Natasha, Farruko e Justin Quiles)
- 2019 - Runaway (con Sebastián Yatra, Daddy Yankee e i Jonas Brothers)
- 2019 - Instagram (con Daddy Yankee, David Guetta, Dimitri Vegas & Like Mike e Afro Bros)
- 2020 - Viene y va (con C. Tangana)
- 2020 - Te mueves (con Zion & Lennox)
- 2020 - Diosa (remix) (con Myke Towers e Anuel AA)
- 2020 - Ayer Me llamó mi ex (remix) (con KHEA e Prince Royce)
- 2020 - Baby, I'm Jealous (con Bebe Rexha e Doja Cat)
- 2020 - Tanto que me gusta (con El mayor clásico)
- 2021 - Jon Z (Natti Natasha, Karol, Becky, Farruko, Jon Z, Darell, Eladio Carrión, Brytiago, Miky Woodz e Kevvo)
- 2022 - Yummy Yummy Love (con Momoland)
- 2022 - Tiempo (con Wisin e Los Legendarios)
- 2022 - Mama Wanna Mambo (con Meghan Trainor e Arturo Sandoval)

### Video musicali
- 2016 - Otra cosa (con Daddy Yankee)
- 2017 - Criminal (con Ozuna)
- 2018 - Amantes de una noche (con Bad Bunny)
- 2018 - Tonta (con R.K.M & Ken-Y)
- 2018 - Sin pijama (con Becky G)
- 2018 - No me acuerdo (con Thalía)
- 2018 - Quién sabe
- 2018 - Justicia (con Silvestre Dangond)
- 2018 - Buena vida (con Daddy Yankee)
- 2018 - Me gusta
- 2018 - Lamento tu pérdida
- 2019 - Pa' mala yo
- 2019 - La mejor versión de mí
- 2019 - Te lo dije (con Anitta)
- 2019 - Obsesión
- 2019 - Oh Daddy
- 2019 - No lo trates (con Pitbull e Daddy Yankee)
- 2019 - No voy a llorar
- 2019 - Deja tus besos
- 2019 - Runaway (con Sebastián Yatra, Daddy Yankee e i Jonas Brothers)
- 2019 - Instagram (con Daddy Yankee, David Guetta, Dimitri Vegas & Like Mike e Afro Bros)
- 2020 - Viene y Va (con C.Tangana)
- 2020 - Despacio (con Manuel Turizo, Nicky Jam e Myke Towers)
- 2020 - Me estás matando
- 2020 - Honey Boo (con i CNCO)
- 2020 - Qué mal te fué
- 2020 - Te muéves (con Zion & Lennox)
- 2021 – Antes que salga el sol (con Prince Royce)
- 2021 – Las nenas (con Cazzu, Farina e La Duraca)
- 2021 – Ram Pam Pam (con Becky G)
- 2021 – Philliecito (con Brray e Rio Garcia)
- 2021 – Noches en Miami
- 2021 – Imposible amor (con Maluma)
- 2021 – No Quiero Saber
- 2021 – Fue Tu Culpa (con Fran Rozzano)
- 2021 – Arrebatá
- 2022 – Yummy Yummy Love (con Momoland)
- 2022 – WOW BB (con El Alfa, Chimbala)
- 2022 – Mayor Que Usted (con Daddy Yankee, Wisin & Yandel)
- 2022 – Tiempo (con Wisin)
- 2022 – Lokita (con Maria Becerra)
- 2022 – To Esto Es Tuyo
- 2023 – En Bajita (con Justin Quiles, Omar Courtz)
- 2023 – Algarete
- 2023 – La Falta Que Me Haces
- 2023 – No Pare (sola o con Tokischa)
- 2023 – Andale
- 2023 – Tu Tattoo
- 2023 – Ya No Te Extraño